# Coupe du monde de football 1958
Navigation
Suisse 1954 Chili 1962
La Coupe du monde de football 1958, sixième édition du championnat du monde, a lieu du 8 au 29 juin 1958 en Suède, choisie en juin 1954 lors du congrès de la FIFA à Berne (Suisse).
Le tournoi voit la révélation d'un prodige du ballon rond, le Brésilien Pelé, adolescent de 17 ans dont l'équipe remporte sa première Coupe du monde en battant la Suède en finale par 5 buts à 2, avec des doublés de Vavá et de Pelé et un but de Mário Zagallo. L'équipe brésilienne repart avec la Coupe Jules Rimet qu'elle conservera définitivement après sa troisième victoire en 1970. 
La France termine à la troisième place après une victoire face à l'Allemagne de l’Ouest lors de la « petite finale », par 6 buts (dont quatre de Just Fontaine) à 3. Durant cette compétition, l'équipe de France est menée par Raymond Kopa, alors au Real Madrid ; Just Fontaine, du Stade de Reims, marque treize buts, record toujours inégalé en Coupe du monde.

## Caractères originaux
C'est la seule Coupe du monde organisée en Europe à avoir été remportée par une équipe d'un autre continent.
Elle est aussi marquée par :
- la première participation de l'URSS ;
- la participation des quatre nations du Royaume-Uni (Angleterre, Écosse, pays de Galles et Irlande du Nord), toutes qualifiées pour la même édition ce qui est un cas unique ;
- l'absence de l'Italie (éliminée par l'Irlande du Nord en phase préliminaire, élimination unique pour les Italiens lors des vingt premières éditions).

## Tour préliminaire

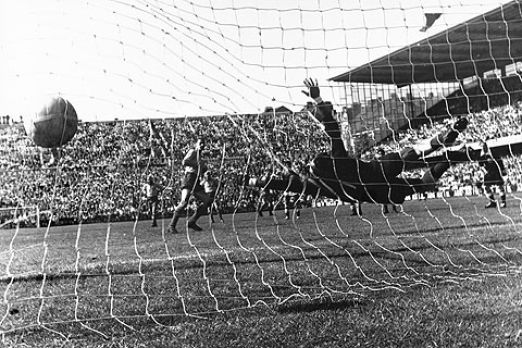
But du suèdois Liedholm contre le Mexique à la coupe du monde 1958

Cette Coupe du monde a vu la première apparition de l'Union soviétique, mais aussi la qualification des quatre nations du Royaume-Uni : Angleterre, Écosse, pays de Galles et Irlande du Nord, cette dernière ayant créé la surprise en éliminant l'Italie. Excepté le cas particulier de 1930 (invitation déclinée), 1958 est ainsi la seule Coupe du monde manquée par les Italiens avant 2018.
Initialement écarté à l'issue des éliminatoires de la zone Europe, le pays de Galles, second de son groupe derrière la Tchécoslovaquie, a été repêché afin de disputer un barrage face à Israël, qui était en route pour la Suède sans avoir encore joué après que ses trois opposants successifs (Turquie, Indonésie et Soudan) eurent déclaré forfait ! Cependant, le nouveau règlement de la FIFA exigeait que toute équipe qualifiée (en dehors de celle hôte et de la championne en titre) pour la phase finale ait disputé au moins un match éliminatoire. En effet, par le passé de nombreuses équipes avaient obtenu leur qualification pour la phase finale sans jouer après les forfaits de leurs adversaires et la FIFA souhaitait que cela ne se reproduise plus. Le pays de Galles a su saisir sa seconde chance et a remporté le barrage en matchs aller-retour contre Israël, accédant ainsi à son unique phase finale de Coupe du monde jusqu'à celle de 2022. Il atteindra les quarts de finale, seulement battu sur le plus petit des scores (1-0, but de Pelé) par les futurs champions du monde brésiliens.

## Équipes qualifiées
Amérique du Nord, centrale et caraïbes
- Mexique

Amérique du Sud
- Brésil
- Argentine
- Paraguay

Europe
- Suède (pays organisateur)
- France
- Allemagne de l'Ouest (tenant du titre)
- Autriche
- Yougoslavie
- Union soviétique
- Hongrie
- Tchécoslovaquie
- Angleterre
- Pays de Galles
- Écosse
- Irlande du Nord

## Les stades
- Borås : Ryavallen (21 300 places)
- Eskilstuna : Tunavallen (22 000)
- Göteborg : Nya Ullevi (51 500)
- Helsingborg : Olympiastadion (30 000)
- Halmstad : Örjans Vall (22 000)
- Malmö : Malmöstadion (34 000)
- Norrköping : Idrottsparken (30 100)
- Örebro : Eyravallen (14 500)
- Sandviken : Jernvallen (20 000)
- Stockholm : Råsunda (52 400)
- Uddevalla : Rimnersvallen (20 000)
- Västeras : Arosvallen (20 000)

## Premier tour
Le tirage au sort de la phase finale, supervisé par Lennart Hyland et Sven Jering, est effectué le  8 février 1958, à Solna. Au premier tour les équipes sont réparties en quatre groupes de quatre. Le système des têtes de série (utilisé en 1954) n'est plus appliqué. Chaque groupe tiré au sort est composé d'une équipe d'Europe de l'Ouest (France, Suède, RFA ou Autriche), d'une équipe d'Europe de l'Est (URSS, Hongrie, Tchécoslovaquie ou Yougoslavie), d'une équipe britannique (Angleterre, pays de Galles, Écosse ou Irlande du Nord) et d'une équipe latino-américaine (Mexique, Argentine, Brésil ou Paraguay).

### Poule I
Le champion sortant allemand bat l'Argentine 3-1, alors que l'Albiceleste fait son grand retour après 3 absences en Coupe du monde. Les néophytes nord-irlandais battent les Tchécoslovaques 1-0. L'Argentine bat l'Irlande du Nord tandis que l'Allemagne de l'Ouest fait match nul contre les Tchécoslovaques. La Mannschaft concède ensuite un autre nul contre les Britanniques tandis que les Tchécoslovaques infligent aux sud-américains la plus large défaite de leur histoire. Les Tchécoslovaques et les Nord-Irlandais sont à égalité de points, et doivent à nouveau se rencontrer lors d'un match d'appui. L'Irlande du Nord s'impose une seconde fois contre la Tchécoslovaquie et se qualifie.
| Classement final |                      |     |   |   |   |   |    |    |      |
|                  | Équipe               | Pts | J | G | N | P | BP | BC | Moy. |
| 1                | Allemagne de l'Ouest | 4   | 3 | 1 | 2 | 0 | 7  | 5  | 1.40 |
| 2                | Irlande du Nord      | 3   | 3 | 1 | 1 | 1 | 4  | 5  | 0.80 |
| 3                | Tchécoslovaquie      | 3   | 3 | 1 | 1 | 1 | 8  | 4  | 2.00 |
| 4                | Argentine            | 2   | 3 | 1 | 0 | 2 | 5  | 10 | 0.50 |

| 8 juin        | Irlande du Nord      | 1     | 0       | Tchécoslovaquie      |
| 8 juin        | Allemagne de l'Ouest | 3     | 1       | Argentine            |
| 11 juin       | Argentine            | 3     | 1       | Irlande du Nord      |
| 11 juin       | Tchécoslovaquie      | 2     | 2       | Allemagne de l'Ouest |
| 15 juin       | Irlande du Nord      | 2     | 2       | Allemagne de l'Ouest |
| 15 juin       | Tchécoslovaquie      | 6     | 1       | Argentine            |
| Match d'appui |                      |       |         |                      |
| 17 juin       | Irlande du Nord      | 2 ap. | 1 prol. | Tchécoslovaquie      |

1re journée
| 8 juin 1958                       | Allemagne de l'Ouest      | 3 - 1 | Argentine   | Malmö Stadion, Malmö                            |                                                 |
| 19:00 · Historique des rencontres | Rahn 32e 79e · Seeler 40e |       | Corbatta 2e | Spectateurs : 31 000 Arbitrage : Reginald Leafe | Spectateurs : 31 000 Arbitrage : Reginald Leafe |
| 19:00 · Historique des rencontres | (Rapport)                 |       |             | Spectateurs : 31 000 Arbitrage : Reginald Leafe | Spectateurs : 31 000 Arbitrage : Reginald Leafe |

| 8 juin 1958                       | Irlande du Nord | 1 - 0 | Tchécoslovaquie | Örjans Vall, Halmstad                              |                                                    |
| 19:00 · Historique des rencontres | Cush 16e        |       |                 | Spectateurs : 11 000 Arbitrage : Friedrich Seipelt | Spectateurs : 11 000 Arbitrage : Friedrich Seipelt |
| 19:00 · Historique des rencontres | (Rapport)       |       |                 | Spectateurs : 11 000 Arbitrage : Friedrich Seipelt | Spectateurs : 11 000 Arbitrage : Friedrich Seipelt |

2e journée
| 11 juin 1958                      | Argentine                                    | 3 - 1 | Irlande du Nord | Örjans Vall, Halmstad                        |                                              |
| 19:00 · Historique des rencontres | Corbatta 38e (pen) · Menéndez 55e · Avio 59e |       | McParland 3e    | Spectateurs : 14 000 Arbitrage : Sten Ahlner | Spectateurs : 14 000 Arbitrage : Sten Ahlner |
| 19:00 · Historique des rencontres | (Rapport)                                    |       |                 | Spectateurs : 14 000 Arbitrage : Sten Ahlner | Spectateurs : 14 000 Arbitrage : Sten Ahlner |

| 11 juin 1958                      | Allemagne de l'Ouest   | 2 - 2 | Tchécoslovaquie               | Olympiastadion, Helsingborg                   |                                               |
| 19:00 · Historique des rencontres | Schäfer 59e · Rahn 70e |       | Dvořák 24e (pen.) · Zikán 43e | Spectateurs : 25 000 Arbitrage : Arthur Ellis | Spectateurs : 25 000 Arbitrage : Arthur Ellis |
| 19:00 · Historique des rencontres | (Rapport)              |       |                               | Spectateurs : 25 000 Arbitrage : Arthur Ellis | Spectateurs : 25 000 Arbitrage : Arthur Ellis |

3e journée
| 15 juin 1958                      | Allemagne de l'Ouest  | 2 - 2 | Irlande du Nord    | Malmö Stadion, Malmö                                      |                                                           |
| 19:00 · Historique des rencontres | Rahn 20e · Seeler 79e |       | McParland 17e, 58e | Spectateurs : 22 000 Arbitrage : Fernandes Joaquim Campos | Spectateurs : 22 000 Arbitrage : Fernandes Joaquim Campos |
| 19:00 · Historique des rencontres | (Rapport)             |       |                    | Spectateurs : 22 000 Arbitrage : Fernandes Joaquim Campos | Spectateurs : 22 000 Arbitrage : Fernandes Joaquim Campos |

| 15 juin 1958                      | Tchécoslovaquie                                              | 6 - 1 | Argentine           | Olympiastadion, Helsingborg                   |                                               |
| 19:00 · Historique des rencontres | Dvořák 8e · Zikán 17e, 40e · Feureisl 69e · Hovorka 82e, 89e |       | Corbatta 65e (pen.) | Spectateurs : 16 000 Arbitrage : Arthur Ellis | Spectateurs : 16 000 Arbitrage : Arthur Ellis |
| 19:00 · Historique des rencontres | (Rapport)                                                    |       |                     | Spectateurs : 16 000 Arbitrage : Arthur Ellis | Spectateurs : 16 000 Arbitrage : Arthur Ellis |

Match d'appui
| 17 juin 1958                      | Irlande du Nord    | 2 - 1 a. p. | Tchécoslovaquie | Malmö Stadion, Malmö                           |                                                |
| 19:00 · Historique des rencontres | McParland 44e, 91e |             | Zikán 19e       | Spectateurs : 6 000 Arbitrage : Maurice Guigue | Spectateurs : 6 000 Arbitrage : Maurice Guigue |
| 19:00 · Historique des rencontres | (Rapport)          |             |                 | Spectateurs : 6 000 Arbitrage : Maurice Guigue | Spectateurs : 6 000 Arbitrage : Maurice Guigue |

### Poule II
Emmenée par une ossature presque 100 % rémoise, la France d'Albert Batteux bat le Paraguay 7-3, alors que l'Albiroja fait son premier déplacement hors de son continent. L'Écosse tient en échec la Yougoslavie 1-1, mais les Slaves se rattrapent en battant la France 3-2, tandis que le Paraguay bat l'Écosse sur le même score. Lors de la dernière journée, la France sauve sa tête en battant les Britanniques. En faisant 3-3 contre les sud-américains, la Yougoslavie termine deuxième. La France se classe première du groupe grâce à une meilleure moyenne de buts.
| Classement final |             |     |   |   |   |   |    |    |      |
|                  | Équipe      | Pts | J | G | N | P | BP | BC | Moy. |
| 1                | France      | 4   | 3 | 2 | 0 | 1 | 11 | 7  | 1.57 |
| 2                | Yougoslavie | 4   | 3 | 1 | 2 | 0 | 7  | 6  | 1.17 |
| 3                | Paraguay    | 3   | 3 | 1 | 1 | 1 | 9  | 12 | 0.75 |
| 4                | Écosse      | 1   | 3 | 0 | 1 | 2 | 4  | 6  | 0.67 |

| 8 juin  | Yougoslavie | 1 | 1 | Écosse   |
| 8 juin  | France      | 7 | 3 | Paraguay |
| 11 juin | Paraguay    | 3 | 2 | Écosse   |
| 11 juin | Yougoslavie | 3 | 2 | France   |
| 15 juin | France      | 2 | 1 | Écosse   |
| 15 juin | Yougoslavie | 3 | 3 | Paraguay |

1re journée
| 8 juin 1958                       | France                                                                         | 7 - 3 | Paraguay                             | Idrottsparken, Norrköping                               |                                                         |
| 19:00 · Historique des rencontres | Fontaine 24e, 30e, 67e · Piantoni 52e · Wisnieski 61e · Kopa 70e · Vincent 83e |       | Amarilla 20e, 44e (pen) · Romero 50e | Spectateurs : 16 000 Arbitrage : Juan Gardeazábal Garay | Spectateurs : 16 000 Arbitrage : Juan Gardeazábal Garay |
| 19:00 · Historique des rencontres | (Rapport)                                                                      |       |                                      | Spectateurs : 16 000 Arbitrage : Juan Gardeazábal Garay | Spectateurs : 16 000 Arbitrage : Juan Gardeazábal Garay |

| 8 juin 1958                       | Yougoslavie  | 1 - 1 | Écosse     | Arosvallen, Västerås                                  |                                                       |
| 19:00 · Historique des rencontres | Petaković 6e |       | Murray 49e | Spectateurs : 9 500 Arbitrage : Paul Raymond Wyssling | Spectateurs : 9 500 Arbitrage : Paul Raymond Wyssling |
| 19:00 · Historique des rencontres | (Rapport)    |       |            | Spectateurs : 9 500 Arbitrage : Paul Raymond Wyssling | Spectateurs : 9 500 Arbitrage : Paul Raymond Wyssling |

2e journée
| 11 juin 1958                      | Yougoslavie                          | 3 - 2 | France           | Arosvallen, Västerås                                |                                                     |
| 19:00 · Historique des rencontres | Petaković 16e · Veselinović 63e, 88e |       | Fontaine 4e, 85e | Spectateurs : 12 000 Arbitrage : Benjamin Griffiths | Spectateurs : 12 000 Arbitrage : Benjamin Griffiths |
| 19:00 · Historique des rencontres | (Rapport)                            |       |                  | Spectateurs : 12 000 Arbitrage : Benjamin Griffiths | Spectateurs : 12 000 Arbitrage : Benjamin Griffiths |

| 11 juin 1958                      | Paraguay                        | 3 - 2 | Écosse                  | Idrottsparken, Norrköping                           |                                                     |
| 19:00 · Historique des rencontres | Agüero 4e · Ré 45e · Parodi 73e |       | Mudie 24e · Collins 74e | Spectateurs : 11 000 Arbitrage : Vincenzo Orlandini | Spectateurs : 11 000 Arbitrage : Vincenzo Orlandini |
| 19:00 · Historique des rencontres | (Rapport)                       |       |                         | Spectateurs : 11 000 Arbitrage : Vincenzo Orlandini | Spectateurs : 11 000 Arbitrage : Vincenzo Orlandini |

3e journée
| 15 juin 1958                      | France                  | 2 - 1 | Écosse    | Eyravallen, Örebro                                 |                                                    |
| 19:00 · Historique des rencontres | Kopa 22e · Fontaine 44e |       | Baird 58e | Spectateurs : 14 000 Arbitrage : Juan Regis Brozzi | Spectateurs : 14 000 Arbitrage : Juan Regis Brozzi |
| 19:00 · Historique des rencontres | (Rapport)               |       |           | Spectateurs : 14 000 Arbitrage : Juan Regis Brozzi | Spectateurs : 14 000 Arbitrage : Juan Regis Brozzi |

| 15 juin 1958                      | Paraguay                             | 3 - 3 | Yougoslavie                                   | Tunavallen, Eskilstuna                        |                                               |
| 19:00 · Historique des rencontres | Parodi 20e · Agüero 52e · Romero 80e |       | Ognjanović 18e · Veselinović 21e · Rajkov 73e | Spectateurs : 13 000 Arbitrage : Martin Macko | Spectateurs : 13 000 Arbitrage : Martin Macko |
| 19:00 · Historique des rencontres | (Rapport)                            |       |                                               | Spectateurs : 13 000 Arbitrage : Martin Macko | Spectateurs : 13 000 Arbitrage : Martin Macko |

### Poule III
Les hôtes suédois font honneur à leur rang en ne perdant aucun match (victoires 3-0 contre le Mexique, 2-1 contre la Hongrie, vice-championne en titre, et match nul 0-0 contre les Gallois). Le Pays de Galles réalise trois matchs nuls et se retrouve à égalité de points (3) avec la Hongrie qui a pourtant une meilleure moyenne de buts. Mais, bien que le critère de la moyenne de buts soit par ailleurs utilisé pour le classement des équipes, une égalité de points à la deuxième place qualificative d'un groupe fait exception dans le règlement de 1958 qui impose donc, tout comme en 1954, un match d'appui entre les deux équipes concernées. Les Gallois créent la surprise, ils remportent leur première et unique victoire en Coupe du monde (en deux participations en phase finale à ce jour[Quand ?]) et se qualifient pour les quarts de finale. Pourtant meilleure attaque du groupe, la Hongrie est éliminée, c'est la fin du "Onze d'Or" finaliste quatre ans plus tôt.
| Classement final |                |     |   |   |   |   |    |    |      |
|                  | Équipe         | Pts | J | G | N | P | BP | BC | Moy. |
| 1                | Suède          | 5   | 3 | 2 | 1 | 0 | 5  | 1  | 5.00 |
| 2                | Pays de Galles | 3   | 3 | 0 | 3 | 0 | 2  | 2  | 1.00 |
| 3                | Hongrie        | 3   | 3 | 1 | 1 | 1 | 6  | 3  | 2.00 |
| 4                | Mexique        | 1   | 3 | 0 | 1 | 2 | 1  | 8  | 0.13 |

| 8 juin        | Suède          | 3 | 0 | Mexique        |
| 8 juin        | Hongrie        | 1 | 1 | Pays de Galles |
| 11 juin       | Pays de Galles | 1 | 1 | Mexique        |
| 12 juin       | Suède          | 2 | 1 | Hongrie        |
| 15 juin       | Suède          | 0 | 0 | Pays de Galles |
| 15 juin       | Hongrie        | 4 | 0 | Mexique        |
| Match d'appui |                |   |   |                |
| 17 juin       | Pays de Galles | 2 | 1 | Hongrie        |

1re journée
| 8 juin 1958 Match d'ouverture     | Suède                                   | 3 - 0 | Mexique | Råsunda, Solna                                    |                                                   |
| 14:00 · Historique des rencontres | Simonsson 17e, 64e · Liedholm 57e (pen) |       |         | Spectateurs : 34 000 Arbitrage : Nikolaï Latychev | Spectateurs : 34 000 Arbitrage : Nikolaï Latychev |
| 14:00 · Historique des rencontres | (Rapport)                               |       |         | Spectateurs : 34 000 Arbitrage : Nikolaï Latychev | Spectateurs : 34 000 Arbitrage : Nikolaï Latychev |

| 8 juin 1958                       | Hongrie   | 1 - 1 | Pays de Galles | Jernvallen, Sandviken                               |                                                     |
| 19:00 · Historique des rencontres | Bozsik 5e |       | J. Charles 27e | Spectateurs : 15 000 Arbitrage : José María Codesal | Spectateurs : 15 000 Arbitrage : José María Codesal |
| 19:00 · Historique des rencontres | (Rapport) |       |                | Spectateurs : 15 000 Arbitrage : José María Codesal | Spectateurs : 15 000 Arbitrage : José María Codesal |

2e journée
| 11 juin 1958                      | Mexique      | 1 - 1 | Pays de Galles   | Råsunda, Solna                               |                                              |
| 19:00 · Historique des rencontres | Belmonte 89e |       | I. Allchurch 32e | Spectateurs : 15 000 Arbitrage : Leo Lemešić | Spectateurs : 15 000 Arbitrage : Leo Lemešić |
| 19:00 · Historique des rencontres | (Rapport)    |       |                  | Spectateurs : 15 000 Arbitrage : Leo Lemešić | Spectateurs : 15 000 Arbitrage : Leo Lemešić |

| 12 juin 1958                      | Suède           | 2 - 1 | Hongrie   | Råsunda, Solna                              |                                             |
| 19:00 · Historique des rencontres | Hamrin 34e, 55e |       | Tichy 77e | Spectateurs : 39 000 Arbitrage : Jack Mowat | Spectateurs : 39 000 Arbitrage : Jack Mowat |
| 19:00 · Historique des rencontres | (Rapport)       |       |           | Spectateurs : 39 000 Arbitrage : Jack Mowat | Spectateurs : 39 000 Arbitrage : Jack Mowat |

3e journée
| 15 juin 1958                      | Suède     | 0 - 0 | Pays de Galles | Råsunda, Solna                                     |                                                    |
| 14:00 · Historique des rencontres |           |       |                | Spectateurs : 29 000 Arbitrage : Lucien van Nuffel | Spectateurs : 29 000 Arbitrage : Lucien van Nuffel |
| 14:00 · Historique des rencontres | (Rapport) |       |                | Spectateurs : 29 000 Arbitrage : Lucien van Nuffel | Spectateurs : 29 000 Arbitrage : Lucien van Nuffel |

| 15 juin 1958                      | Hongrie                                    | 4 - 0 | Mexique | Jernvallen, Sandviken                          |                                                |
| 19:00 · Historique des rencontres | Tichy 19e, 46e · Sándor 54e · Bencsics 69e |       |         | Spectateurs : 13 000 Arbitrage : Arne Eriksson | Spectateurs : 13 000 Arbitrage : Arne Eriksson |
| 19:00 · Historique des rencontres | (Rapport)                                  |       |         | Spectateurs : 13 000 Arbitrage : Arne Eriksson | Spectateurs : 13 000 Arbitrage : Arne Eriksson |

Match d'appui
| 17 juin 1958                      | Pays de Galles                | 2 - 1 | Hongrie   | Råsunda, Solna                                   |                                                  |
| 19:00 · Historique des rencontres | I. Allchurch 55e · Medwin 76e |       | Tichy 33e | Spectateurs : 3 000 Arbitrage : Nikolaï Latychev | Spectateurs : 3 000 Arbitrage : Nikolaï Latychev |
| 19:00 · Historique des rencontres | (Rapport)                     |       |           | Spectateurs : 3 000 Arbitrage : Nikolaï Latychev | Spectateurs : 3 000 Arbitrage : Nikolaï Latychev |

### Poule IV
Remarquable en Suisse, l'Autriche va décevoir en Suède. Elle n'engrange qu'un point (match nul 2-2 contre l'Angleterre) et connaît deux défaites (contre le Brésil, 3-0, et l'URSS, 2-0). Le Brésil réalise un nul sans buts contre les Anglais et bat les Soviétiques, qui ne doivent leur qualification qu'à leur victoire en match d'appui contre les Anglais.
| Classement final |                  |     |   |   |   |   |    |    |      |
|                  | Équipe           | Pts | J | G | N | P | BP | BC | Moy. |
| 1                | Brésil           | 5   | 3 | 2 | 1 | 0 | 5  | 0  | ∞    |
| 2                | Union soviétique | 3   | 3 | 1 | 1 | 1 | 4  | 4  | 1.00 |
| 3                | Angleterre       | 3   | 3 | 0 | 3 | 0 | 4  | 4  | 1.00 |
| 4                | Autriche         | 1   | 3 | 0 | 1 | 2 | 2  | 7  | 0.29 |

| 8 juin        | Brésil           | 3 | 0 | Autriche         |
| 8 juin        | Union soviétique | 2 | 2 | Angleterre       |
| 11 juin       | Union soviétique | 2 | 0 | Autriche         |
| 11 juin       | Brésil           | 0 | 0 | Angleterre       |
| 15 juin       | Autriche         | 2 | 2 | Angleterre       |
| 15 juin       | Brésil           | 2 | 0 | Union soviétique |
| Match d'appui |                  |   |   |                  |
| 17 juin       | Union soviétique | 1 | 0 | Angleterre       |

1re journée
| 8 juin 1958                       | Brésil                              | 3 - 0 | Autriche | Rimnersvallen, Uddevalla                        |                                                 |
| 19:00 · Historique des rencontres | Mazola 38e, 89e · Nílton Santos 49e |       |          | Spectateurs : 21 000 Arbitrage : Maurice Guigue | Spectateurs : 21 000 Arbitrage : Maurice Guigue |
| 19:00 · Historique des rencontres | (Rapport)                           |       |          | Spectateurs : 21 000 Arbitrage : Maurice Guigue | Spectateurs : 21 000 Arbitrage : Maurice Guigue |

| 8 juin 1958                       | Union soviétique             | 2 - 2 | Angleterre                    | Ullevi, Göteborg                              |                                               |
| 19:00 · Historique des rencontres | Simonian 13e · A. Ivanov 55e |       | Kevan 66e · Finney 85e (pen.) | Spectateurs : 49 000 Arbitrage : István Zsolt | Spectateurs : 49 000 Arbitrage : István Zsolt |
| 19:00 · Historique des rencontres | (Rapport)                    |       |                               | Spectateurs : 49 000 Arbitrage : István Zsolt | Spectateurs : 49 000 Arbitrage : István Zsolt |

2e journée
| 11 juin 1958                      | Brésil    | 0 - 0 | Angleterre | Ullevi, Göteborg                              |                                               |
| 19:00 · Historique des rencontres |           |       |            | Spectateurs : 41 000 Arbitrage : Albert Dusch | Spectateurs : 41 000 Arbitrage : Albert Dusch |
| 19:00 · Historique des rencontres | (Rapport) |       |            | Spectateurs : 41 000 Arbitrage : Albert Dusch | Spectateurs : 41 000 Arbitrage : Albert Dusch |

La rencontre entre le Brésil et l'Angleterre disputée à Göteborg est le 110e match de phase finale de Coupe du monde de football et est le premier lors duquel aucun but n'est inscrit.
| 11 juin 1958                      | Union soviétique          | 2 - 0 | Autriche | Ryavallen, Borås                                |                                                 |
| 19:00 · Historique des rencontres | Iline 15e · V. Ivanov 62e |       |          | Spectateurs : 21 000 Arbitrage : Carl Jorgensen | Spectateurs : 21 000 Arbitrage : Carl Jorgensen |
| 19:00 · Historique des rencontres | (Rapport)                 |       |          | Spectateurs : 21 000 Arbitrage : Carl Jorgensen | Spectateurs : 21 000 Arbitrage : Carl Jorgensen |

3e journée
| 15 juin 1958                      | Angleterre             | 2 - 2 | Autriche                | Ryavallen, Borås                                |                                                 |
| 19:00 · Historique des rencontres | Haynes 56e · Kevan 73e |       | Koller 16e · Körner 70e | Spectateurs : 17 000 Arbitrage : Jan Bronkhorst | Spectateurs : 17 000 Arbitrage : Jan Bronkhorst |
| 19:00 · Historique des rencontres | (Rapport)              |       |                         | Spectateurs : 17 000 Arbitrage : Jan Bronkhorst | Spectateurs : 17 000 Arbitrage : Jan Bronkhorst |

| 15 juin 1958                      | Brésil                             | 2 - 0 | Union soviétique | Ullevi, Göteborg                                |                                                 |
| 19:00 · Historique des rencontres | ( Didi) Vavá 2e · ( Pelé) Vavá 65e |       |                  | Spectateurs : 51 000 Arbitrage : Maurice Guigue | Spectateurs : 51 000 Arbitrage : Maurice Guigue |
| 19:00 · Historique des rencontres | (Rapport)                          |       |                  | Spectateurs : 51 000 Arbitrage : Maurice Guigue | Spectateurs : 51 000 Arbitrage : Maurice Guigue |

Match d'appui
| 17 juin 1958                      | Union soviétique | 1 - 0 | Angleterre | Ullevi, Göteborg                              |                                               |
| 19:00 · Historique des rencontres | Iline 68e        |       |            | Spectateurs : 23 000 Arbitrage : Albert Dusch | Spectateurs : 23 000 Arbitrage : Albert Dusch |
| 19:00 · Historique des rencontres | (Rapport)        |       |            | Spectateurs : 23 000 Arbitrage : Albert Dusch | Spectateurs : 23 000 Arbitrage : Albert Dusch |

## Tableau final
|  | Quarts de finale     | Quarts de finale   |                      |                      | Demi-finales           | Demi-finales           |   |  | Finale          | Finale          |
|  | Quarts de finale     | Quarts de finale   |                      |                      | Demi-finales           | Demi-finales           |   |  | Finale          | Finale          |
|  |                      |                    |                      |                      |                        |                        |   |  |                 |                 |
|  | 19 Juin / Malmö      | 19 Juin / Malmö    |                      |                      | 24 Juin / Göteborg     | 24 Juin / Göteborg     |   |  | 29 Juin / Solna | 29 Juin / Solna |
|  | 19 Juin / Malmö      | 19 Juin / Malmö    |                      |                      | 24 Juin / Göteborg     | 24 Juin / Göteborg     |   |  | 29 Juin / Solna | 29 Juin / Solna |
|  | Allemagne de l'Ouest | 1                  |                      |                      | 24 Juin / Göteborg     | 24 Juin / Göteborg     |   |  | 29 Juin / Solna | 29 Juin / Solna |
|  | Allemagne de l'Ouest | 1                  |                      |                      | 24 Juin / Göteborg     | 24 Juin / Göteborg     |   |  | 29 Juin / Solna | 29 Juin / Solna |
|  | Yougoslavie          | 0                  |                      |                      | 24 Juin / Göteborg     | 24 Juin / Göteborg     |   |  | 29 Juin / Solna | 29 Juin / Solna |
|  | Yougoslavie          | 0                  | Allemagne de l'Ouest | 1                    |                        |                        |   |  | 29 Juin / Solna | 29 Juin / Solna |
|  | 19 Juin / Solna      |                    | Allemagne de l'Ouest | 1                    |                        |                        |   |  | 29 Juin / Solna | 29 Juin / Solna |
|  |                      | Suède              | 3                    |                      |                        |                        |   |  | 29 Juin / Solna | 29 Juin / Solna |
|  | Suède                | Suède              | 3                    | 2                    |                        |                        |   |  | 29 Juin / Solna | 29 Juin / Solna |
|  | Suède                |                    |                      | 2                    |                        |                        |   |  | 29 Juin / Solna | 29 Juin / Solna |
|  | Union soviétique     | 0                  |                      |                      |                        |                        |   |  | 29 Juin / Solna | 29 Juin / Solna |
|  | Union soviétique     | 0                  | Suède                | 2                    |                        |                        |   |  |                 |                 |
|  | 19 Juin / Norrköping |                    | Suède                | 2                    |                        |                        |   |  |                 |                 |
|  |                      | Brésil             | 5                    |                      |                        |                        |   |  |                 |                 |
|  | France               | Brésil             | 5                    | 4                    |                        |                        |   |  |                 |                 |
|  | France               | 24 Juin / Solna    |                      | 4                    |                        |                        |   |  |                 |                 |
|  | Irlande du Nord      | 0                  |                      |                      |                        |                        |   |  |                 |                 |
|  | Irlande du Nord      | 0                  | France               | 2                    |                        |                        |   |  |                 |                 |
|  | 19 Juin / Göteborg   | 19 Juin / Göteborg | France               | 2                    | Match pour la 3e place | Match pour la 3e place |   |  |                 |                 |
|  | 19 Juin / Göteborg   | 19 Juin / Göteborg |                      | Brésil               | Match pour la 3e place | Match pour la 3e place | 5 |  |                 |                 |
|  | Brésil               | 1                  | 28 Juin / Göteborg   | 28 Juin / Göteborg   |                        |                        | 5 |  |                 |                 |
|  | Brésil               | 1                  | 28 Juin / Göteborg   | 28 Juin / Göteborg   |                        |                        |   |  |                 |                 |
|  | Pays de Galles       | 0                  |                      | Allemagne de l'Ouest | 3                      |                        |   |  |                 |                 |
|  | Pays de Galles       | 0                  |                      | Allemagne de l'Ouest | 3                      |                        |   |  |                 |                 |
|  |                      |                    |                      |                      |                        |                        |   |  | France          | 6               |
|  |                      |                    |                      |                      |                        |                        |   |  | France          | 6               |

### Quarts de finale
La France se qualifie pour sa première demi-finale en gagnant son quart de finale contre l'Irlande du Nord par 4 buts à 0. Elle améliore ainsi sa performance réalisée à domicile, vingt ans plus tôt, où elle avait perdu à ce stade de la compétition contre le futur champion du monde.
| 19 juin 1958                      | France                                           | 4 - 0 | Irlande du Nord | Idrottsparken, Norrköping                               |                                                         |
| 19:00 · Historique des rencontres | Wisnieski 22e · Fontaine 55e, 63e · Piantoni 68e |       |                 | Spectateurs : 12 000 Arbitrage : Juan Gardeazábal Garay | Spectateurs : 12 000 Arbitrage : Juan Gardeazábal Garay |
| 19:00 · Historique des rencontres | (Rapport)                                        |       |                 | Spectateurs : 12 000 Arbitrage : Juan Gardeazábal Garay | Spectateurs : 12 000 Arbitrage : Juan Gardeazábal Garay |

Le pays hôte bat de courageux Soviétiques, emmenés par le légendaire Lev Yachine, 2 buts à 0. La Suède se qualifie et atteint pour la troisième fois le dernier carré après 1938 et 1950.
| 19 juin 1958                      | Suède                      | 2 - 0 | Union soviétique | Råsunda, Solna                                  |                                                 |
| 19:00 · Historique des rencontres | Hamrin 49e · Simonsson 88e |       |                  | Spectateurs : 32 000 Arbitrage : Reginald Leafe | Spectateurs : 32 000 Arbitrage : Reginald Leafe |
| 19:00 · Historique des rencontres | (Rapport)                  |       |                  | Spectateurs : 32 000 Arbitrage : Reginald Leafe | Spectateurs : 32 000 Arbitrage : Reginald Leafe |

Les Brésiliens éliminent les Gallois sur le plus petit des scores et accèdent eux aussi au stade des demi-finales pour la troisième fois. À l'occasion de ce match, Pelé marque son premier but en coupe du monde, à l'âge de 17 ans.
| 19 juin 1958                      | Brésil    | 1 - 0 | Pays de Galles | Ullevi, Göteborg                                   |                                                    |
| 19:00 · Historique des rencontres | Pelé 66e  |       |                | Spectateurs : 26 000 Arbitrage : Friedrich Seipelt | Spectateurs : 26 000 Arbitrage : Friedrich Seipelt |
| 19:00 · Historique des rencontres | (Rapport) |       |                | Spectateurs : 26 000 Arbitrage : Friedrich Seipelt | Spectateurs : 26 000 Arbitrage : Friedrich Seipelt |

Comme en Suisse 4 ans plus tôt, les Allemands battent à nouveau les Yougoslaves à ce stade de la compétition et se qualifient pour les demi-finales.
| 19 juin 1958                      | Allemagne de l'Ouest | 1 - 0 | Yougoslavie | Malmö Stadion, Malmö                                   |                                                        |
| 19:00 · Historique des rencontres | Rahn 12e             |       |             | Spectateurs : 20 000 Arbitrage : Paul Raymond Wyssling | Spectateurs : 20 000 Arbitrage : Paul Raymond Wyssling |
| 19:00 · Historique des rencontres | (Rapport)            |       |             | Spectateurs : 20 000 Arbitrage : Paul Raymond Wyssling | Spectateurs : 20 000 Arbitrage : Paul Raymond Wyssling |

### Demi-finales
Première rencontre opposant la France et le Brésil lors d'un Mondial, ce match voit la victoire des Auriverdes par 5 buts à 2. C'est d'ailleurs à ce jour[Quand ?] la seule victoire du Brésil sur la France en Coupe du monde.
| Sélectionneur : |
| Vicente Feola   |

| Sélectionneur : |
| Albert Batteux  |

| Sélectionneur : |
| Vicente Feola   |

| Sélectionneur : |
| Albert Batteux  |

Les Suédois se qualifient pour leur première finale en battant les Allemands 3 buts à 1.
| 24 juin 1958                      | Allemagne de l'Ouest | 1 - 3 | Suède                                | Ullevi, Göteborg                              |                                               |
| 19:00 · Historique des rencontres | Schäfer 24e          |       | Skoglund 32e · Gren 81e · Hamrin 88e | Spectateurs : 50 000 Arbitrage : István Zsolt | Spectateurs : 50 000 Arbitrage : István Zsolt |
| 19:00 · Historique des rencontres | (Rapport)            |       |                                      | Spectateurs : 50 000 Arbitrage : István Zsolt | Spectateurs : 50 000 Arbitrage : István Zsolt |

### Match pour la troisième place
La France arrache la médaille de bronze en battant l'Allemagne de l'Ouest 6 buts à 3. Il faudra attendre l'Euro 2016 pour voir la France battre de nouveau l'Allemagne en compétition internationale. Just Fontaine, grâce à ses 13 réalisations, termine meilleur buteur et demeure le meilleur buteur d'une Coupe du monde sur une phase (il occupe la quatrième place toutes phases confondues derrière Miroslav Klose, Ronaldo et Gerd Müller). Comme 4 ans plus tôt, le champion en titre termine quatrième à l'édition suivante.
| 28 juin 1958                      | Allemagne de l'Ouest                     | 3 - 6 | France                                                    | Ullevi, Göteborg                                   |                                                    |
| 17:00 · Historique des rencontres | Cieslarczyk 18e · Rahn 52e · Schäfer 84e |       | Fontaine 16e, 36e, 78e, 89e · Kopa 27e (pen.) · Douis 50e | Spectateurs : 33 000 Arbitrage : Juan Regis Brozzi | Spectateurs : 33 000 Arbitrage : Juan Regis Brozzi |
| 17:00 · Historique des rencontres | (Rapport)                                |       |                                                           | Spectateurs : 33 000 Arbitrage : Juan Regis Brozzi | Spectateurs : 33 000 Arbitrage : Juan Regis Brozzi |

### Finale

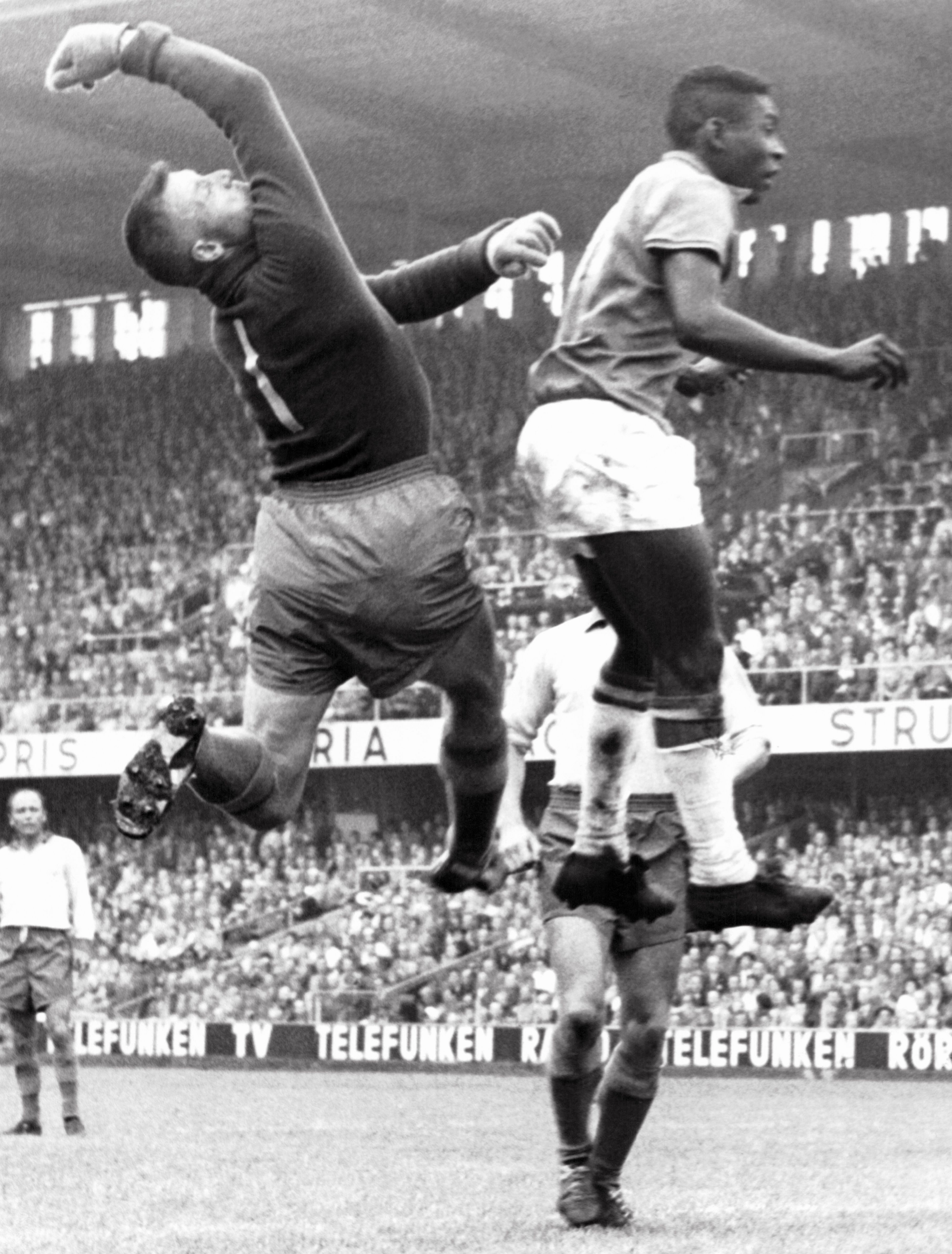
Duel aérien entre Pelé et le gardien Kalle Svensson

Le Brésil reproduit face à la Suède (qui avait pourtant ouvert la marque) le même score qu'en demi-finale contre la France. Pour la première dans l'histoire, une équipe arrive à marquer plus de quatre buts en finale. Les Brésiliens sont ainsi les premiers à avoir gagné une coupe du monde hors de leur continent.
| 29 juin 1958                      | Brésil                                                                    | 5 - 2   | Suède                                    | Rasunda Stadion, Solna                                                |                                                                       |
| 15h00 · Historique des rencontres | ( Garrincha) Vavá 9e, 32e · Pelé 55e · Zagallo 68e · ( Zagallo ) Pelé 90e | (2 - 1) | 4e Liedholm · 80e Simonsson ( Liedholm ) | Spectateurs : 50 000 · Arbitrage : Maurice Guigue · Photos du match · | Spectateurs : 50 000 · Arbitrage : Maurice Guigue · Photos du match · |
| 15h00 · Historique des rencontres | (Rapport)                                                                 |         |                                          | Spectateurs : 50 000 · Arbitrage : Maurice Guigue · Photos du match · | Spectateurs : 50 000 · Arbitrage : Maurice Guigue · Photos du match · |

|  | Titulaires : Gilmar Djalma Santos Hideraldo Luis Bellini Nilton Santos Zito Orlando Peçanha Garrincha Didi Vavá Pelé Zagallo Entraîneur : Vicente Feola | Finale de la Coupe du monde 1958 |  | Titulaires : Kalle Svensson Orvar Bergmark Sven Axbom Reino Börjesson Bengt Gustavsson Sigvard Parling Kurt Hamrin Gunnar Gren Agne Simonsson Nils Liedholm Lennart Skoglund Entraîneur : George Raynor |

## Buteurs
| 13 buts - Just Fontaine 6 buts - Pelé - Helmut Rahn 5 buts - Vavá - Peter McParland 4 buts - Zdeněk Zikán - Lajos Tichy - Kurt Hamrin - Agne Simonsson 3 buts - Oreste Corbatta - Raymond Kopa - Roger Piantoni - Hans Schäfer - Todor Veselinović | 2 buts - Mazzola - Milan Dvořák - Václav Hovorka - Derek Kevan - Maryan Wisnieski - Uwe Seeler - Juan Agüero - Florencio Amarilla - José Parodi - Jorge Lino Romero - Aleksandr Ivanov - Nils Liedholm - Ivor Allchurch - Aleksandar Petaković 1 but - Ludovico Avio - Norberto Menéndez - Karl Koller - Alfred Körner - Didi - Nílton Santos - Mário Zagallo | - Jiří Feureisl - Tom Finney - Johnny Haynes - Yvon Douis - Jean Vincent - Hans Cieslarczyk - József Bencsics - József Bozsik - Károly Sándor - Jaime Belmonte - Wilbur Cush - Cayetano Ré - Sammy Baird - Bobby Collins - Jackie Mudie - Jimmy Murray - Anatoli Iline - Valentin Ivanov - Nikita Simonian - Gunnar Gren - Lennart Skoglund - John Charles - Terry Medwin - Radivoje Ognjanović - Zdravko Rajkov |

## Classement des équipes
À l'origine, les équipes ayant participé à cette Coupe du monde n'étaient pas classées au-delà des quatre premières. Cependant, en 1986, la FIFA établit rétroactivement un classement final de chaque Coupe du monde, basé sur la progression lors de la compétition, le nombre de matchs gagnés, la différence de buts puis enfin sur le nombre de buts marqués.
| Place              | Sélection            | Stade           |
| ------------------ | -------------------- | --------------- |
| Médaille d'or      | Brésil               | Vainqueur       |
| Médaille d'argent  | Suède                | Finale          |
| Médaille de bronze | France               | Demi-finale     |
| 4                  | Allemagne de l'Ouest | Demi-finale     |
| 5                  | Yougoslavie          | Quart de finale |
| 6                  | Pays de Galles       | Quart de finale |
| 7                  | Union soviétique     | Quart de finale |
| 8                  | Irlande du Nord      | Quart de finale |
| 9                  | Tchécoslovaquie      | Premier tour    |
| 10                 | Hongrie              | Premier tour    |
| 11                 | Angleterre           | Premier tour    |
| 12                 | Paraguay             | Premier tour    |
| 13                 | Argentine            | Premier tour    |
| 14                 | Écosse               | Premier tour    |
| 15                 | Autriche             | Premier tour    |
| 16                 | Mexique              | Premier tour    |

## Dans la culture
- Le film documentaire Pelé de 2021 évoque longuement la Coupe du monde 1958.